# Roeselia stigmatica
Roeselia stigmatica är en fjärilsart som beskrevs av Gottfried Christian Reich 1936. Roeselia stigmatica ingår i släktet Roeselia och familjen trågspinnare. Inga underarter finns listade.